# 迭戈·佩雷茲
迭戈·佩雷茲（西班牙語：Diego Pérez；1980年5月18日—）是一位烏拉圭足球運動員。在場上的位置是防守型中場。他也代表烏拉圭國家足球隊參賽，入選了2014年世界杯烏拉圭隊大名單。